# Dichelomorpha punctuligera
Dichelomorpha punctuligera är en skalbaggsart som beskrevs av Walker 1859. Dichelomorpha punctuligera ingår i släktet Dichelomorpha och familjen Melolonthidae. Inga underarter finns listade i Catalogue of Life.